# ميدنايت بي إس دي
ميدنايت (بالإنجليزية: MidnightBSD) بالعربية منتصف الليل هو نظام تشغيل شبيه بيونكس حر ومجاني مبني على نظام فري بي سي دي الإصدار 6.0 مع واجهة نظام نسكت ستيب

## سبب التسمية
كان البسب ان مصمم النظام كان يمنلك قطه تدعى كارين هولت وهيا من فيصلة قطط أنغورا التركيه التي تتميز بي عيونها الصفر والزرقاء واعوءه العالي في اللبل

## مرجع
- "0.1-RELEASE Notes". MidnightBSD. 6 August 2007. Retrieved 6 July 2013.
- ^ http://www.midnightbsd.org/notes
- ^ "About MidnightBSD", Lucas Holt.